# Dysphania martiaria
Dysphania martiaria är en fjärilsart som beskrevs av Achille Guenée 1858. Dysphania martiaria ingår i släktet Dysphania och familjen mätare. Inga underarter finns listade i Catalogue of Life.